# Павлив, Пётр Васильевич
Пётр Васильевич Павлив (укр. Петро́ Васи́льович Па́влів ; 28 августа 1931, Малые Дедушичи, Станиславовское воеводство, Польская Республика (ныне Стрыйского района Львовской области Украины) — 7 октября 1999, Львов) —
украинский и советский учёный-геодезист, доктор технических наук, профессор (1990), Заслуженный деятель науки и техники Украины (1997), Почётный геодезист Украины (1999). Академик Лесоводческой академии наук Украины, педагог.

## Биография
В 1948—1953 г. обучался на геодезическом факультете Львовского политехнического института. Работал в Украинском аэрогеодезическом предприятии Главного управления геодезии и картографии. Научная деятельность П. Павлива связана с выполнением высокоточных астрономических и геодезических работ с целью создания Государственной геодезической сети в разных регионах тогдашнего СССР (целинные степи Казахстана, нефтегазоносные районы Тюменской области, южные и центральные области УССР).
В 1957 г. обучался в аспирантуре при кафедре инженерной геодезии Киевского инженерно-строительного института.
C 1960 г. — ассистент кафедры геодезии Львовского политехнического института, с 1963 г. — старший преподаватель Ивано-Франковского филиала ЛПИ. В сентябре 1966 г. стал старшим преподавателем кафедры лесной таксации и геодезии Львовского лесотехнического института, в 1968 г. — доцента этой же кафедры. Защитил в 1966 году кандидатскую диссертацию, в 1988 г. — докторскую диссертацию «Проблемы точности высокоточного нивелирования и методы их решения».
Автор более 150 научных работ, в том числе учебного пособия по геодезии для студентов лесохозяйственного профиля.
В соавторстве им опубликованы монография «Проблема изучения современных движений земной коры» (1977) и «Геодезический энциклопедический словарь» (2001, посмертно).
Похоронен на кладбище в с. Сокольники вблизи Львова.

## Избранные труды
- «Проблема вивчення сучасних рухів земної кори» (1977)
- «Геодезія». Учебник. 1997
- «Проблеми високоточного нівелювання» (1983)
- «Геодезичний енциклопедичний словник» (2001)